# Bianca Lancia
Bianca Lancia d'Agliano (también llamada Beatrice; 1200-1233) fue una noble italiana, amante y (según algunos historiadores) esposa del emperador Federico II de Hohenstaufen. Fue madre de Constanza Augusta Emperatriz de Grecia y de Manfredo rey de Sicilia.
Bianca pertenecía supuestamente a la familia Lancia (o Lanza) de Piamonte, ya que su antepasado Manfredo había sido lancifer del emperador Federico I Barbarroja.
Conoció a Federico II cuando estaba casado con Yolanda de Jerusalén, en 1225 en Agliano Terme, cerca de Asti. Desde entonces los dos mantuvieron relaciones. Federico parece ser que contrajo matrimonio con Bianca en los últimos días de su vida, probablemente para reconocer legítimamente a sus descendientes, Constanza, Manfredo, y, según algunas fuentes otra hija llamada Violante.
Según muchos historiadores, Bianca Lancia fue el único amor verdadero en la vida de Federico II, mientras que otros lo consideran como una exageración romántica, fruto de un interés político y económico de la época.